# Вернер Кристоф Даниел фон дер Шуленбург-Хеслер
Вернер Кристоф Даниел фон дер Шуленбург-Хеслер (на немски: Werner Christoph Daniel Graf von der Schulenburg-Hessler; * 15 август 1852, Витценбург при Кверфурт; † 17 юни 1930, Витценбург при Кверфурт) от род фон дер Шуленбург (от „Бялата линия“), е граф на Шуленбург-Хеслер, господар на Витценбург и Обершмон в Саксония-Анхалт.

## Произход
Той е син на граф Хайнрих Мориц II фон дер Шуленбург-Хеслер (1816 – 1874) и Клара Елизабет Вилхелмина Хенриета фон Ягов (1827 – 1873), дъщеря на майор Фридрих Вилхелм Август фон Ягов (1783 – 1863) и графиня Агнес Луиза Ернестина Каролина фон дер Шуленбург-Хеслер-Витценбург (1789 – 1853), дъщеря на Хайнрих Мориц фон дер Шуленбург-Хеслер (1739 – 1808) и графиня Ердмута Хенриета фон Бюнау (1757 – 1825).

## Фамилия
Вернер Кристоф Даниел фон дер Шуленбург-Хеслер се жени на 18юни 1879 г. за Мария Луиза Августа Тереза Зенфт фон Пилзах (* 3 ноември 1855, Грима; † 6 март 1946, Хале). Те имат пет деца:
- Луиза Августа Мария фон дер Шуленбург (* 12 октомври 1881, Витценбург; † 9 август 1892, Вик ауф Фьор)
- Мориц Вернер Хуго фон дер Шуленбург (* 27 септември 1882, Витценбург; † 3 септември 1916, Клери)
- Матиас Вернер Хуго фон дер Шуленбург (* 19 февруари 1884, Витценбург; † 24 февруари 1884)
- Августа Мария Анна фон дер Шуленбург (* 29 септември 1886, Витценбург; † 17 февруари 1971, Билефелд), наследничка на Витценбург, омъжена за фрайхер Ремберт фон Мюнххаузен (* 4 декември 1884, Херенгосерщет; † 11 ноември 1947, лагер 2, Бухенвалд)
- Мария Тереза Анна фон дер Шуленбург (* 22 януари 1888, Витценбург; † 28 октомври 1980, Мепен), омъжена за Карл Лудвиг фон Ягов (* 27 февруари 1882, Квицьобел; † 7 януари 1955, Арнсбург)

## Галерия
- Дворец Витценбург ок. 1860
- Входът на дворец Витценбург
- Дворът на дворец Витценбург